# Matthiola crassifolia
Matthiola crassifolia är en korsblommig växtart som beskrevs av Pierre Edmond Boissier och Charles Gaillardot. Matthiola crassifolia ingår i släktet lövkojor, och familjen korsblommiga växter. Inga underarter finns listade i Catalogue of Life.